# 松重閘門

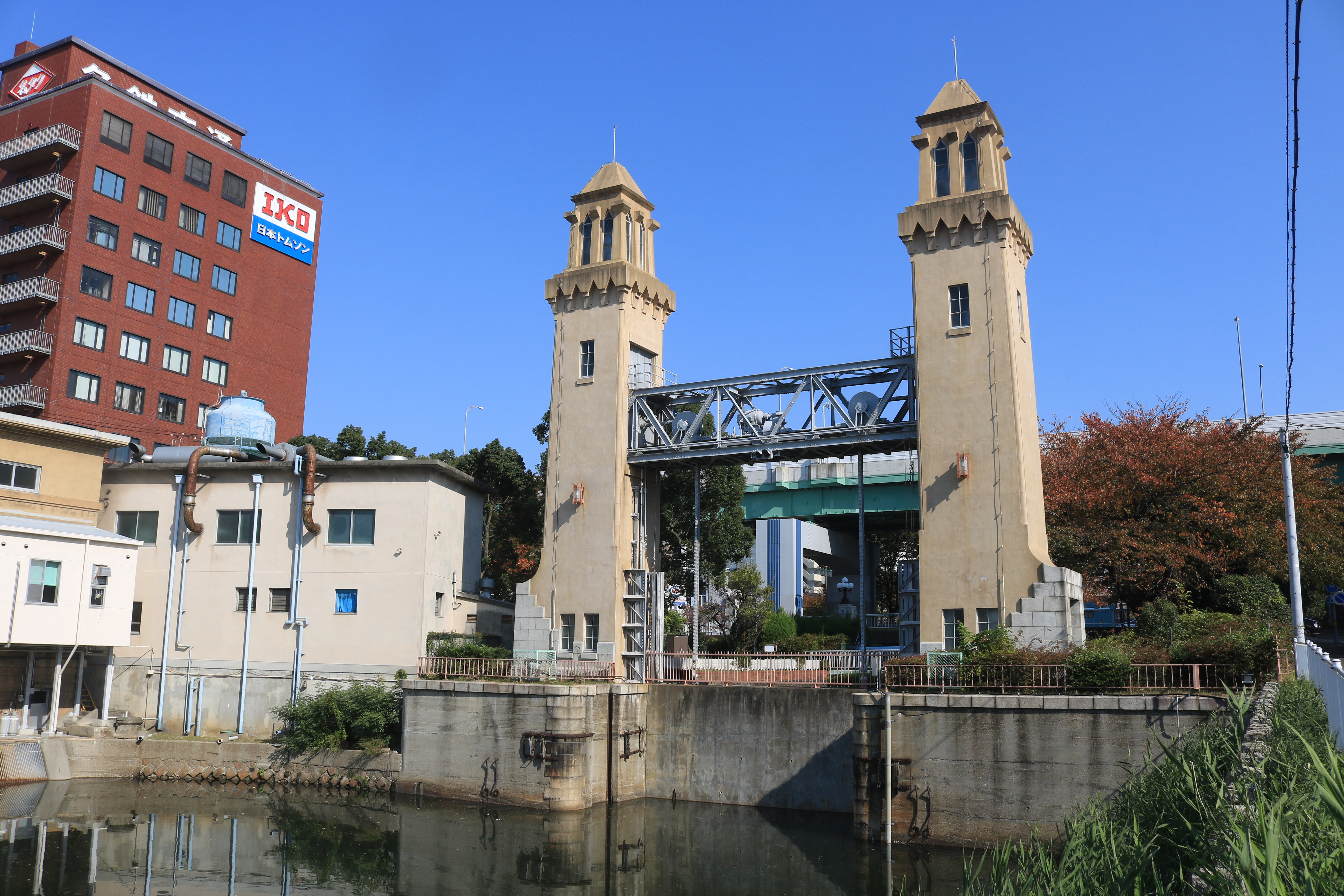
中川運河側から望む松重閘門

松重閘門（まつしげこうもん）は、愛知県名古屋市中川区でかつて供用されていた閘門である。1968年に閉鎖され、現在は閘門としては使用されていない。
堀川と中川運河とを結び、近代期の名古屋の産業発展を水運面で支えていた遺構である。

## 概要

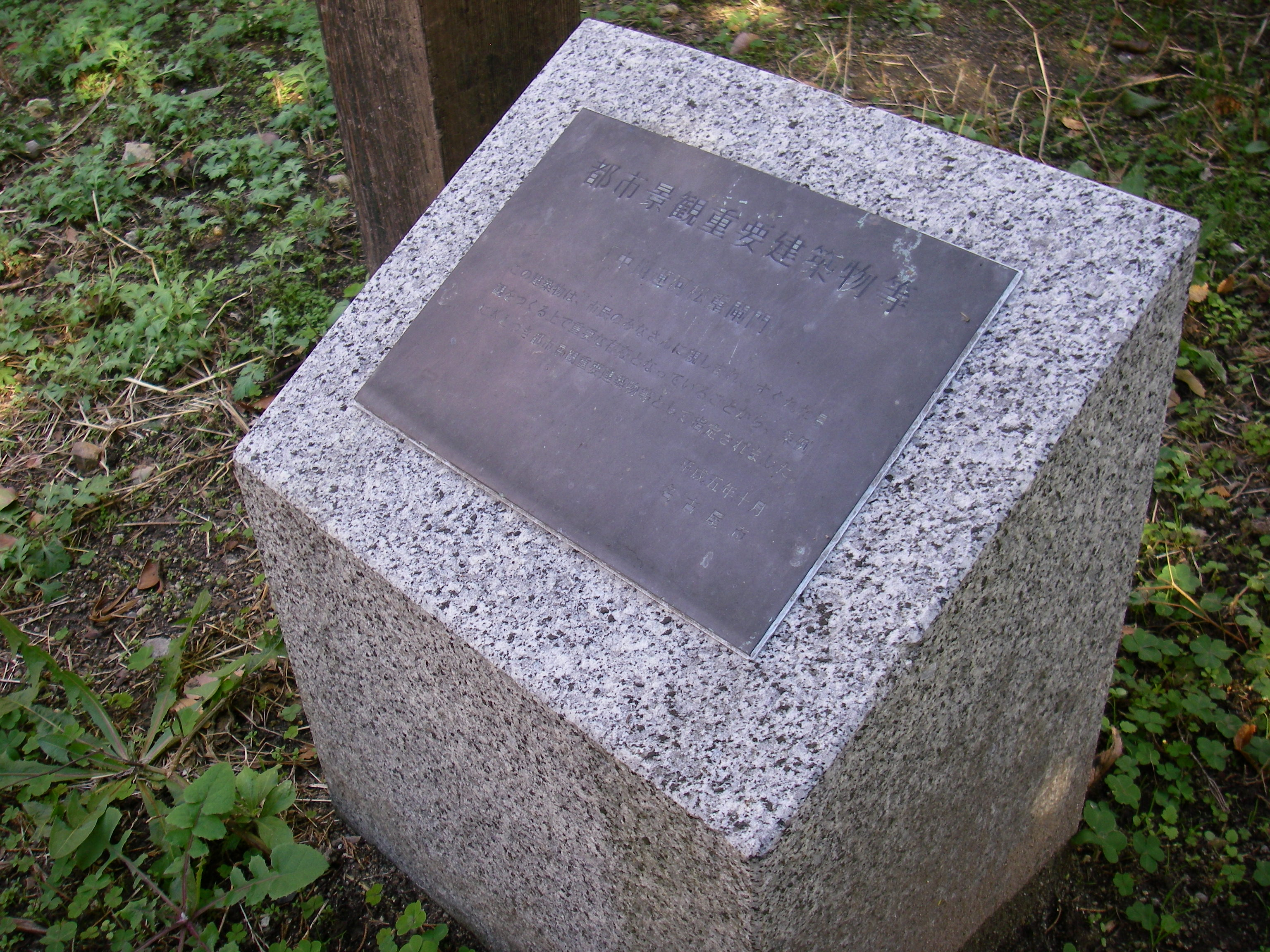
名古屋市都市景観重要建築物等に指定の旨記された碑（松重閘門公園内）

松重閘門は、大正期に名古屋市都市計画事業の一環として、自然河川「中川」の川幅を拡張する形での中川運河整備が計画された際、並行する堀川との連絡を図る必要性があげられたことにその誕生の端を発する。両者を接続するにあたり、堀川と中川運河では堀川の水位が約1m高いため、パナマ運河と同様の閘門による水位調節を行う事となり、1930年（昭和5年）に建設を開始、1932年（昭和7年）から供用が開始された。運用開始時には「東洋一の大運河」「東洋のパナマ運河」として名古屋名物の1つとなったという。
水上交通が輸送の主役を担っていた時代は松重閘門を利用する船も多かったとされるが、その後自動車輸送に物流の中心が移行すると閘門の必要性も減少し、1968年（昭和43年）に閉鎖、1976年（昭和51年）に公用廃止となった。
尖塔は閘門の使用停止後には取り壊される予定であったが、保存を求める住民運動などもあって存続した。1986年（昭和61年）には名古屋市の有形文化財、1993年（平成5年）には名古屋市の都市景観重要建築物等に指定されている。また2010年（平成22年）には公益社団法人土木学会により選奨土木遺産に指定されている。2012年には、名古屋市が主催した第1回名古屋まちなみデザインセレクションでの市民投票により、まちなみデザイン20選（第１回）に選定されている。

## 沿革

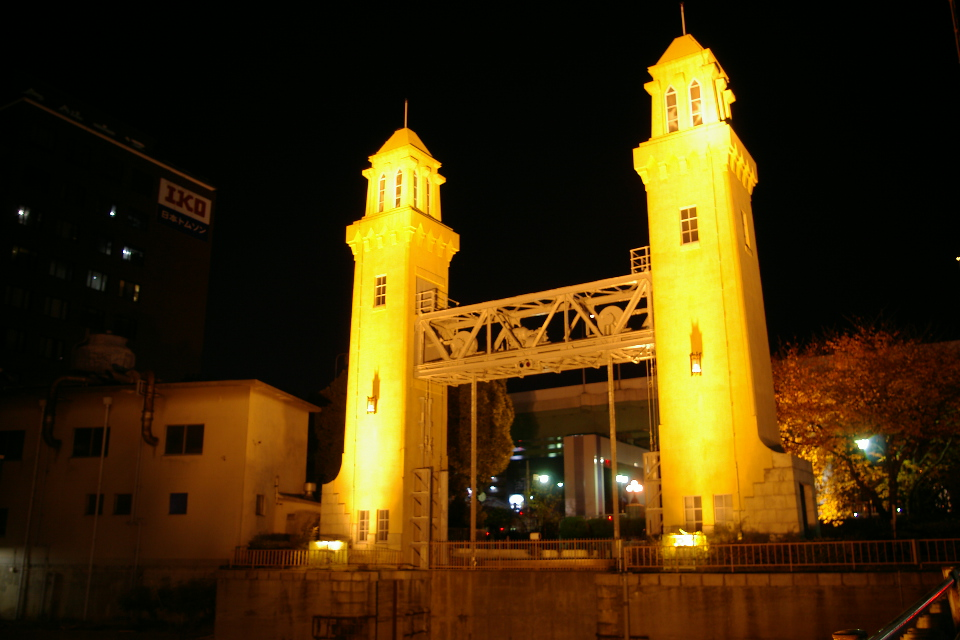
夜間ライトアップ中の松重閘門（2012年11月）

- 1917年 - 中川運河の開削および堀川との連絡を行う「中川運河開削設計案」が松井茂愛知県知事から発表される。
- 1922年 - 川崎卓吉名古屋市長の下で名古屋都市計画の一環としての「運河網計画」が策定される。
- 1924年 - 運河網計画が内閣に認可され、中川運河開削計画実施を名古屋市が決定する。
- 1926年 - 中川運河開削起工式が挙行される。
- 1932年 - 12月20日、東支線開通により中川運河の全線開通となり、松重閘門も運用を開始する。
- 1937年 - 閘門に隣接する松重ポンプ所が完成し運転を開始する。
- 1968年 - 11月1日、船舶通行量の減少により松重閘門が閉鎖される。
- 1976年 - 1月1日、名古屋市が松重閘門を廃止する。
- 1978年 - 9月6日、名古屋市が松重閘門尖塔などの保存を決定する。
- 1986年 - 5月27日、松重閘門が名古屋市の有形文化財に指定される。
- 1993年 - 10月12日、松重閘門が名古屋市都市景観重要建築物等に指定される。
- 2009年 - 名古屋市による中川運河側西塔の修復工事が完了[9]。
- 2010年 - 名古屋市「堀川圏域河川整備計画」にて松重閘門堀川側の親水スポットとしての再整備が計画される[10]。土木学会により選奨土木遺産に指定される[6]。
- 2011年 - 名古屋市による堀川側東塔の修復工事が完了[11]。
- 2012年 - まちなみデザイン20選（第1回）に選定される[7]。

※ 記述にあたっては『名古屋港と三大運河』他を参照した。

## 構造と特徴
松重閘門は名古屋市建築課の藤井信武の設計による幅9.1m、全長90.9mの閘門であった。最大通行可能船舶重量は60t、通行に要する時間は約20分であった。
松重閘門の象徴ともいえる高さ21m、2対4本の尖塔の材質は鉄筋コンクリートの人造石塗り洗出しで、その一部に花崗岩が張られている。これらの尖塔は閘門を区切る鉄扉を動かす錘（おもり）を上下させるためのものである。扉式の閘門が多い日本では尖塔を設けて水位調整を行う方式は珍しい。これについては「松重閘門の建設当時には名古屋市の他の河川も中川のように運河とする計画があり、その計画が実現した際には松重閘門はこれら運河の交差点となるため、どこからも目立つようにしたのではないか」とする見解もある。
名古屋港から堀川方面に水上輸送を行う場合、堀川を直接溯上するより中川運河から松重閘門経由で輸送した方が多くの場合時間の短縮となった（堀川経由の場合と比較して3分の2から3分の1の所要時間で輸送できたとされている）ことから、1935年（昭和10年）時点で名古屋港から堀川方面に輸送を行う船舶44000隻のうち18000隻が松重閘門を経由したとされている。堀川の直接溯上に時間がかかったのは、堀川河口から新堀川合流地点までの間は木材が筏の形で水中に多数貯木されていたため水路が狭かったためとされている。

## 松重ポンプ所

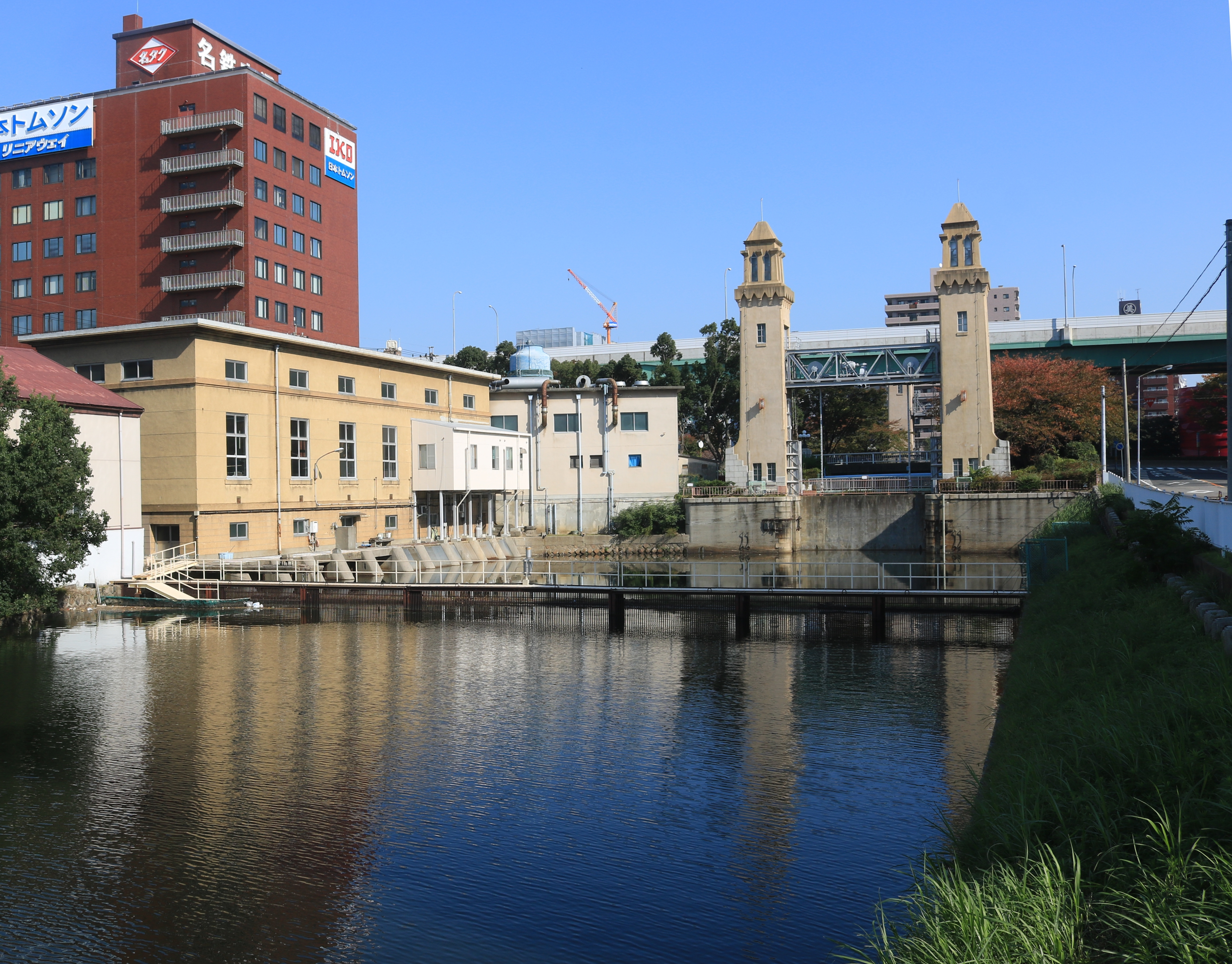
中川運河側から望む松重ポンプ所（左側）と松重閘門（右側）

松重閘門の中川運河側に隣接する形で建設されたポンプ所で、閘門の運用開始から5年後の1937年に完成し運用を開始した。
ポンプ所の設置目的は、第一には中川運河の水位調整である。中川運河は名古屋港（伊勢湾）の潮の干満による潮位変化の影響を受けるため、干潮時には運河水路の水位が低下しすぎて船舶の通行に影響が出る。一方で満潮時には水位が上がりすぎ、運河にかけられた橋梁に船舶が干渉するほか沿岸の浸水リスクが高まることとなる。このため松重ポンプ所により名古屋港の平均潮位よりやや高い水位となるよう調整が行われている。
また、中川運河より汲み上げられた水が堀川に放流されることにより、相対的に水質のよい中川運河の水により堀川の水質改善が図られることともなっている。ポンプ所の運転開始の翌年1938年には、堀川の松重閘門から少し上流に位置する岩井橋までの導水設備が造られ、そこから放流が行われるようになっている。中川運河の水を新堀川の記念橋まで導水管を敷設して同様に放流する計画もあったが、日中戦争激化による鉄鋼の不足により工事は打ち切りとなっている。

## その他

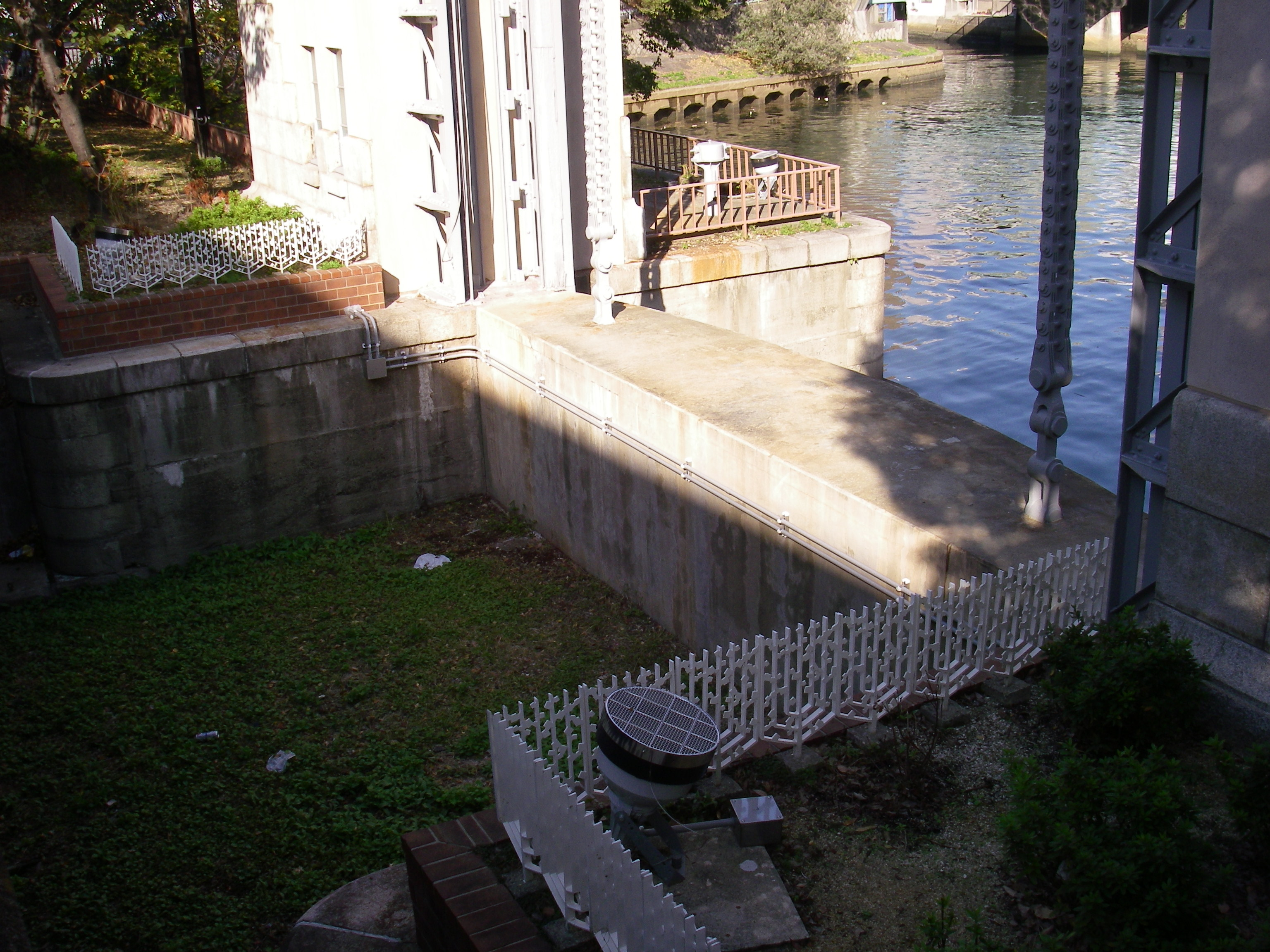
水門の間はこの写真のように埋め戻されている。

2012年現在、かつての閘門の水路は埋め戻しが行われ、その上を名古屋高速道路都心環状線と名古屋市道江川線が通過している。また、中川運河側尖塔に隣接する形で「松重閘門公園」が整備されている。日没後午後9時まではライトアップされており、暗い市街地の中に尖塔が浮かび上がるかのような形となることから「松重閘門を見ると名古屋に帰ってきたことを実感する」とする声を紹介したエピソードもある。
尖塔については2008年度（平成20年度）から修復・耐震工事が実施された。経年劣化し酸性化したコンクリートの補修および再アルカリ化処理、鉄骨補強による耐震性向上、外壁や外灯の補修などが行われている。中川運河側の西塔については2009年度（平成21年度）、堀川側の東塔については2011年度（平成23年度）に工事が完了している。また、名古屋市では閘門周辺を親水広場として再整備する計画を進めており2013年（平成25年）にも着工予定である。

## 交通アクセス
松重閘門公園まで、
- 名鉄名古屋本線 山王駅から約550m、徒歩で約6分。
- JR東海道本線 尾頭橋駅から約1.1km、徒歩で約13分。
- 名古屋市営地下鉄鶴舞線 大須観音駅から約1.2km、徒歩で約14分。

## 写真集

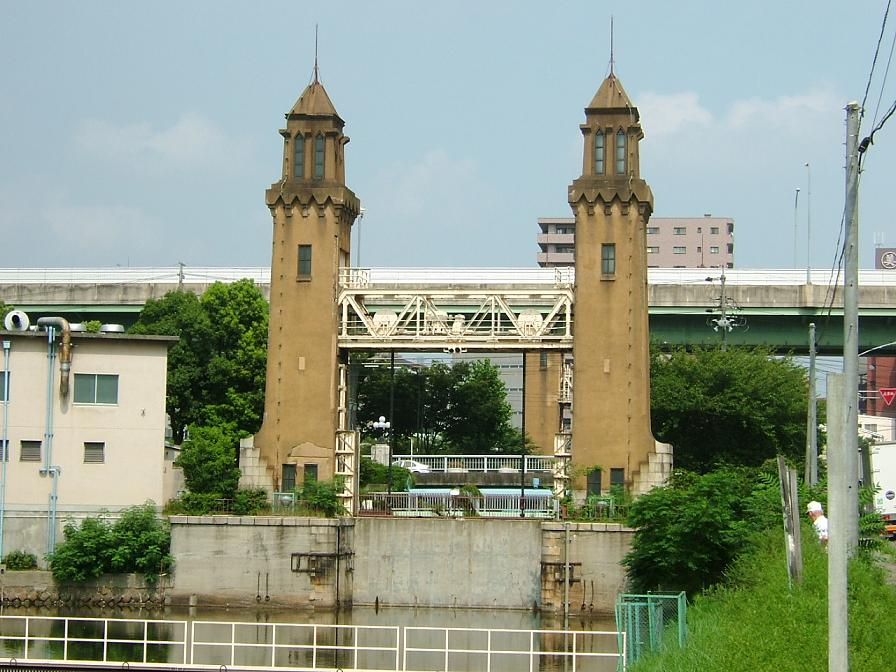
尖塔（中川運河側）
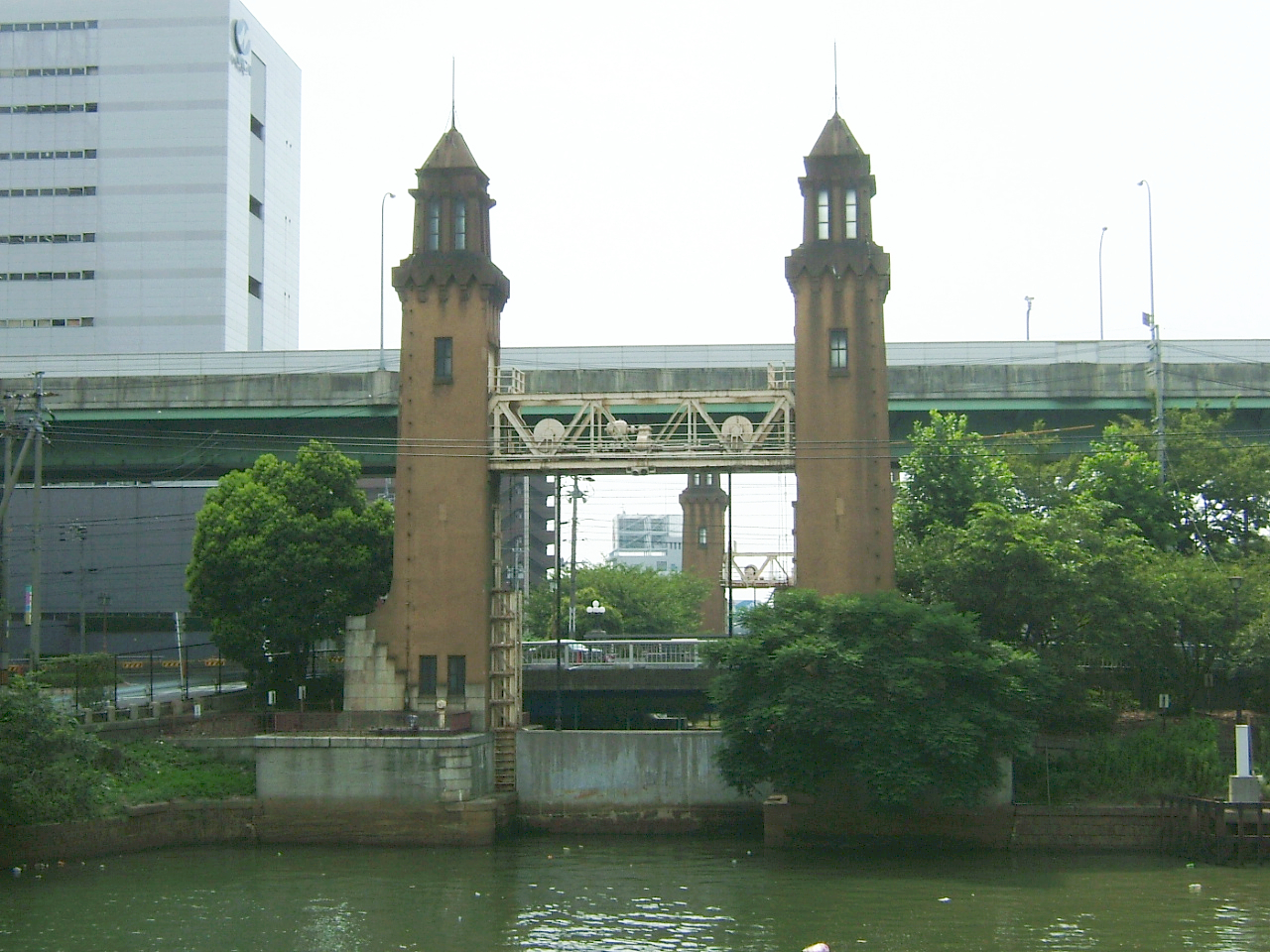
尖塔（堀川側）
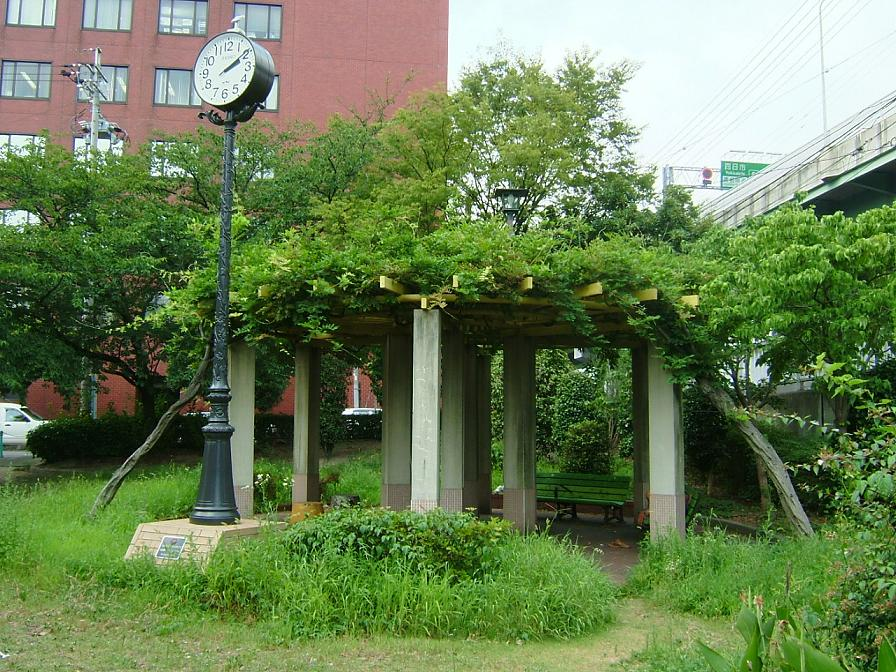
松重閘門公園